# Prvenstvo Jugoslavije u ragbiju 1971.
Prvenstvo Jugoslavije u ragbiju za sezonu 1970./71. je drugi put za redom osvojila momčad Nada iz Splita.

## A liga
| poz. | klub             | ut. | pob. | rem. | por. | poeni   | bod. |
| ---- | ---------------- | --- | ---- | ---- | ---- | ------- | ---- |
| 1.   | Nada Split       | 10  | 9    | 0    | 1    | 254:69  | 28   |
| 2.   | Zagreb           | 10  | 8    | 0    | 2    | 194:94  | 26   |
| 3.   | Dinamo Pančevo   | 10  | 6    | 0    | 4    | 230:105 | 22   |
| 4.   | Brodarac Beograd | 10  | 3    | 0    | 7    | 140:154 | 16   |
| 5.   | Mladost Zagreb   | 10  | 3    | 0    | 7    | 91:210  | 16   |
| 6.   | Ljubljana        | 10  | 1    | 0    | 9    | 73:550  | 12   |

## B liga
| poz. | klub                    | ut. | pob. | rem. | por. | poeni  | bod.    |
| ---- | ----------------------- | --- | ---- | ---- | ---- | ------ | ------- |
| 1.   | Energoinvest Makarska   | 8   | 6    | 0    | 2    | 198:44 | 20      |
| 2.   | Metka Klanjec           | 8   | 6    | 0    | 2    | 131:71 | 20      |
| 3.   | Student Sisak           | 8   | 3    | 0    | 5    | 55:121 | 14      |
| 4.   | Singidinum 1967 Beograd | 8   | 4    | 0    | 4    | 85:86  | 12 (-4) |
| 5.   | Lokomotiva Zagreb       | 8   | 1    | 0    | 7    | 47:194 | 6 (-4)  |